# NGC 3027
NGC 3027 ist eine Balken-Spiralgalaxie vom Hubble-Typ SBcd und liegt im Sternbild Großer Bär am Nordsternhimmel. Sie ist rund 53 Millionen Lichtjahre von der Milchstraße entfernt und hat einen Durchmesser von etwa 60.000 Lichtjahren. 
Das Objekt wurde am 3. April 1785 von Wilhelm Herschel entdeckt.